# 日本地ビール協会
日本地ビール協会（にほんじビールきょうかい、英語: Japan Craft Beer Association、略称:JBCA）とは、兵庫県西宮市剣谷町に本部を置く、ビアテイスターと日本および世界のクラフトビール（地ビール）の普及と振興を目指す団体。

## 沿革
ビールの小規模醸造が1994年に解禁されたことを受け、地ビールの振興と、ビアテスターの養成を目的として、1994年7月24日に発足した。

## 事業
- 日本および世界の地ビールに関する情報提供
- 審査会の主催
  - ジャパン・アジア・ビア・カップの主催
  - インターナショナル・ビアカップの主催
  - ビール品質保証制度UQアワードの主催
- ビアテイスター、ビアジャッジ、ビア・コーディネイターの養成と認定
- イベントの主催・共催・後援
  - ジャパン・ビアフェスティバルの主催
- ビールに関する講演
- 季刊誌『地ビール王国』フリーペーパーの発行
- 書籍、ニュースレターの発行
- 海外のビール教育機関や団体などとの提携
- 特定非営利活動法人(NPO)日本ビアテイスター協会の運営

## 本部
- 兵庫県西宮市剣谷町7-7
- 〒662-0099

## 関連
- ビール酒造組合
- 全国地ビール醸造者協議会
- 日本の地ビール
- 4月23日 - 地ビールの日。日本地ビール協会を中心とする「地ビールの日選考委員会」によって1999年に制定された。ビール純粋令が制定された日付に由来する[2]。